# 中越典子
中越典子（日语：／；1979年12月31日—）是一个日本女演员、电视艺人。出生于佐贺县佐贺市。2014年，与演员永井大结婚。隶属“立方体”事务所。曾主演NHK晨间剧《心》。